# A911 road
Die A911 road ist eine A-Straße in den schottischen Council Areas Perth and Kinross und Fife.

## Verlauf
Die Straße beginnt an einem Kreisverkehr im Zentrum der Stadt Milnathort. Von diesem gehen auch die Fernverkehrsstraßen A91 (Bannockburn–St Andrews) und A922 (Milnathort–Kinross) ab. Milnathort in östlicher Richtung verlassend, verläuft die A911 wenige hundert Meter nördlich von Loch Leven und dreht dann nach Südosten ab. Dort bindet sie die Ortschaften Wester und Easter Balgedie sowie Kinnesswood an das Fernstraßennetz an. In Scotlandwell nimmt sie die B920 auf und knickt nach Osten ab.
Fortan folgt die Straße bis zu ihrem Ende grob dem Lauf des Leven. Sie bildet eine der Hauptverkehrsstraßen der Städte Leslie und Glenrothes. Dort kreuzt sie auch die A92 (Dunfermline–Stonehaven). Glenrothes nach Osten verlassend, erreicht die A911 schließlich Windygates. Dort mündet sie nach einer Gesamtstrecke von 25,9 Kilometern an einem Kreisverkehr in die A915 (Kirkcaldy–St Andrews) ein, an dem auch die aus Cupar kommende A916 endet.